# Яковенко, Александр Алексеевич (полковник)
Александр Алексеевич Яковенко (укр. Олександр Олексійович Яковенко) — полковник Вооружённых сил Украины, участник российско-украинской войны.
Во время российского вторжения в Украину в 2022 году командовал отдельным штурмовым батальоном и принимал участие в боевых действиях в Донецкой области. Награждён званием «Герой Украины» указом президента Украины Владимира Зеленского 7 мая 2022 года.

## Награды
- звание «Герой Украины» с присвоением ордена «Золотая Звезда» (2022) — за личное мужество и героизм, проявленные в защите государственного суверенитета и территориальной целостности Украины, верность военной присяге.